# Grandmaster Flowers
Grandmaster Flowers (nascido Jonathon Cameron Flowers) foi um DJ do Brooklyn, Nova Iorque. Um dos primeiros DJ's a mixar discos juntos em sequência, Flowers era conhecido como um dos pioneiros do hip-Hop. Era envolvido com as cenas disco e funk da cidade e costumava dar várias festas nas ruas, as chamadas block parties. Flowers é citado como sendo "influência" para DJ's de hip-hop como Grandmaster Flash e Afrika Bambaataa no começo dos anos 1970. Em 1969, Grandmaster Flowers abriu para James Brown em um concerto no estádio dos Yankees. Apesar de ter sido uma inspiração para muitos grandes nomes do hip-hop – ele é muito respeitado por aqueles que por ele foram incluenciados – Flowers nunca conseguiu chegar ao patamar dos seus sucessores na cultura hip-hop. Na medida em que se viu sendo ultrapassado pelos DJ's mais jovens no fim dos anos 1970, Flowers sucumbiu a uma vida de dificuldades e dependência química. Ele faleceu em 1992.